# 高光荣
高光荣（1945年—2021年9月12日），男，天津人，中国计算机科学家，特拉华大学教授，中国计算机学会海外理事，计算机协会、电气电子工程师学会会士。

## 生平
1945年出生于天津大孟庄镇亭上村，1968年毕业于清华大学无线电系，后进入华中科技大学攻读硕士，期间于1980年赴美留学，1982年获得麻省理工学院硕士学位，1986年获得该校博士学位，是1949年以来首位获得麻省理工学院计算机博士学位的中国大陆学者，1987年任教于麦吉尔大学，后担任特拉华大学电子与计算机工程系终身教授。

## 荣誉
- 2007年被评为美国计算机学会会士
- 2008年被评为电气电子工程师学会会士
- 2013年获得中国计算机学会海外杰出贡献奖

## 轶事
学生中包括美团创始人王兴。